# Romualdas Nevinskas
Romualdas Nevinskas (* 10. Januarjul. / 23. Januar 1911greg.; † 31. Januar 1997) war ein litauischer Fußballspieler. 

## Karriere
Romualdas Nevinskas spielte in seiner Fußballkarriere mindestens von 1933 bis 1937 für Kovas Kaunas. Mit dem Verein wurde er in den Jahren 1933, 1935 und 1936 litauischer Meister.
Ab 1933 spielte Nevinskas für die litauische Fußballnationalmannschaft. Er debütierte dabei am 20. Juli 1933 gegen Estland in Tallinn. Mit der Nationalelf nahm er dreimal am Baltic Cup teil. 1935 wurde dabei der Titel gewonnen.